# Pennaforti Szent Rajmund
Pennaforti Szent Rajmond (1175/1180 körül – 1275. január 6.) középkori hispániai pap, domonkos szerzetes, jogtudós.

## Élete
Rajmond a katalóniai Pennafortban született. Majdnem száz évig élt, ami rendkívül ritka volt abban a korban. Egyházjogot és filozófiát tanult Itáliában, majd miután hazatért otthonába, a király gyóntatója lett. Nagy tudása és életszentsége miatt többször is püspökké akarták választani, ám ő ezeket a felkéréseket sorra elutasította, szerénysége miatt, és mert feladatait akadályozta volna ezzel.
1222-ben belépett a domonkos-rendbe, és egyházjogi műveket írt. IX. Gergely kérésére rendezte és kibővítette a Decretalist.
Tisztelete rögtön halála után elindult, főként a Domonkos-rendben.
A művészetben szerzetesi ruhában ábrázolják, egy kulccsal a kezében.
Népszerű csodatételét Diós István: A szentek élete című műve a következőképpen írja le:

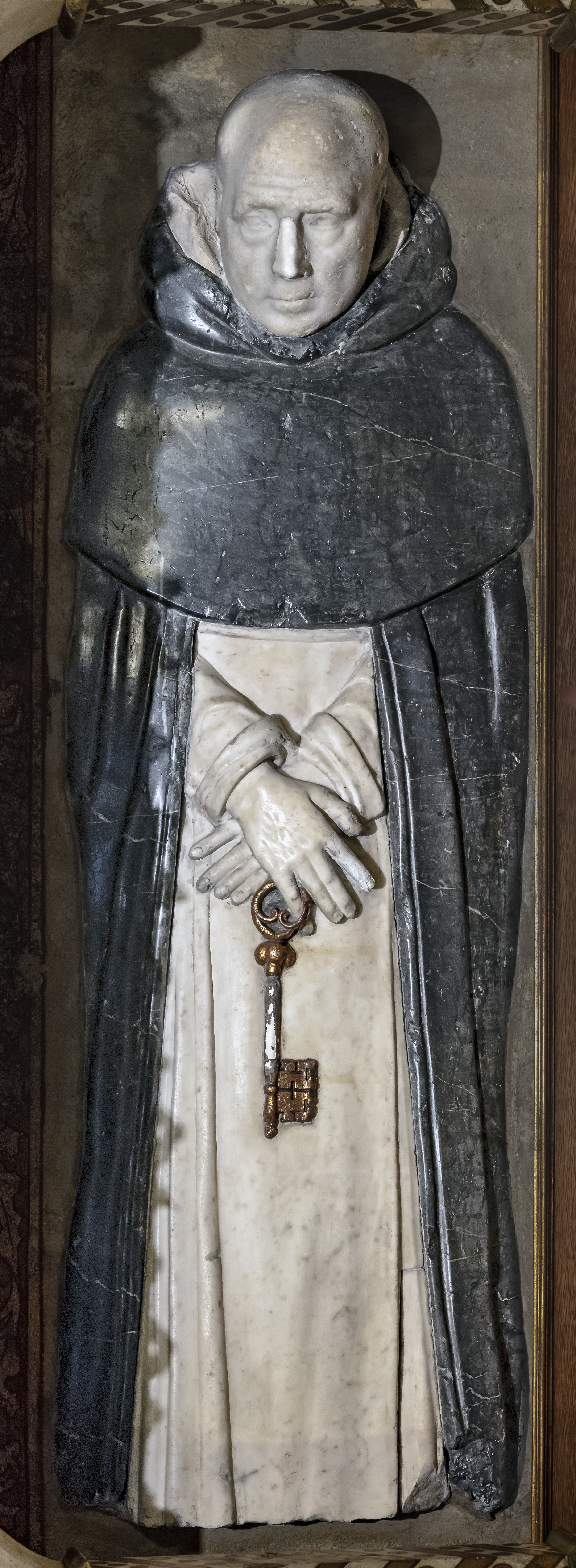
Sírja a barcelonai katedrálisban

"Amikor Rajmund még spanyol hazájában élt, gyóntatója volt Aragóniai Jakab királynak, aki nagyra becsülte őt. Az uralkodó híve volt ugyan a vallásnak, de ez nem nagyon látszott meg életén. A szent hiába intette, hogy küzdjön ártalmas szenvedélyei ellen. Szemtől szembe javulást ígért a király, de egyáltalán nem törte magát érte. Rajmund egy napon megtudta, hogy a király ismét tilalmas viszonyt kezdett az egyik udvarhölggyel. Mint gyóntató sürgette a királyt, hogy bocsássa el a hölgyet, de annak esze ágában sem volt megtenni. Erre Rajmund úgy döntött hogy otthagyja a királyi udvart, amely akkor éppen Mallorca szigetén tartózkodott. A király azonban megparancsolta, hogy senki se merjen Rajmundnak bármiben is segítségére lenni.
Amikor szentünk nehéz helyzetében tengerre akart szállni -- így beszéli a legenda --, éppen útra készen állt egy hajó a kikötőben. A hajós azonban vonakodott őt magával vinni, és fölmutatta a király írásos parancsát. Rajmund erre Istenbe vetett bizalommal azt mondta útitársainak: ,,Egy földi király meg akarja akadályozni, hogy elutazzunk. Majd az égi Király fog javunkra beavatkozni''. Ezekkel a szavakkal a tengerre terítette köpenyegét, fogta botját, keresztet vetett, azután bátran rálépett a köpenyre, és hat óra leforgása alatt átkelt a hatvan mérföld széles tengeren. Nagy tömeg szeme láttára lépett partra Barcelonában. Vállára vetette köpenyét, és elindult kolostorába -- s annak kapuja magától kitárult előtte."